# المخيم الكشفي العالمي الثالث عشر
المخيم الكشفي العالمي الثالث عشر (باليابانية: 第13回世界ジャンボリー) عقد في الفترة 2 أغسطس إلى 10، عام 1971 في الجانب الغربي من جبل فوجي، في فوجينوميا، شيزوكا، اليابان، ويبعد الجبل حوالي 80 ميلا من جهه الجنوب الغربي عن العاصمة طوكيو.
توقف المخيم بسبب الاعصار زيتون وتم اجلاء 16000 من الكشافة المشاركين إلى ملاجئ في الريف لمدة 48 ساعة.